# شوی (کوه)

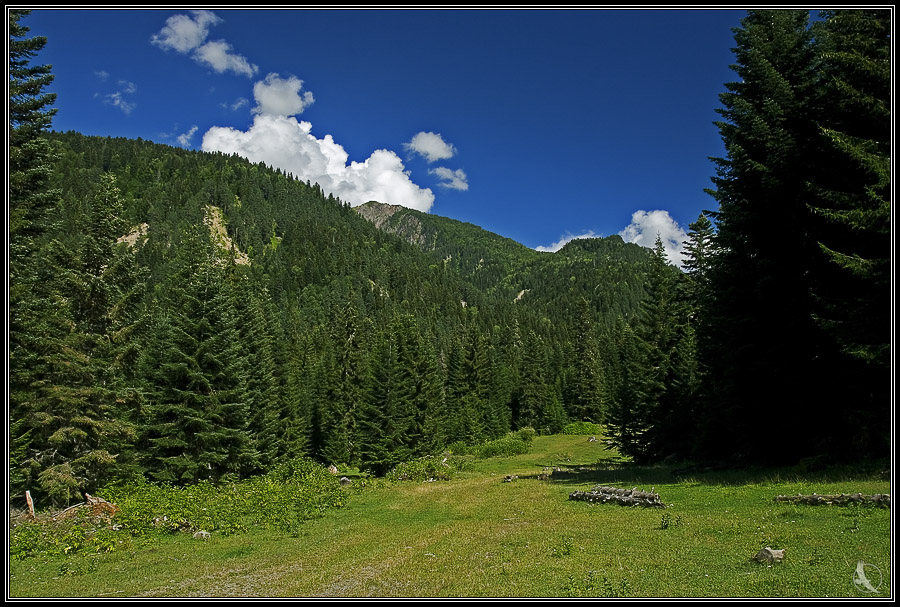
چشم‌اندازی از شوی

شُوی (گرجی: შოვი) یک کوه و اقامتگاه کوهستانی در دامنه‌های رشته‌کوه قفقاز جنوبی در منطقه راچا-لچخومی و کومو سوانتی کشور گرجستان است که به دلیل آب گازدار آن شناخته‌شده است.